# Episodi de I racconti della cripta (seconda stagione)
La seconda stagione della serie televisiva I racconti della cripta è andata in onda negli Stati Uniti dal 21 aprile al 31 luglio 1990 sul canale a pagamento HBO.
In Italia i primi tre episodi sono stati distribuiti in VHS per il mercato home video nel 1992, all'interno della raccolta Racconti dalla tomba Vol. 3 (Warner Home Video). La seconda stagione è stata trasmessa per la prima volta in TV con il titolo Racconti di mezzanotte, dal 4 ottobre 1997 su Canale 5.
| N° | Titolo originale                | Titolo italiano                | Prima TV USA   | Prima TV Italia  |
| -- | ------------------------------- | ------------------------------ | -------------- | ---------------- |
| 1  | Dead Right                      | Diritto di morte               | 21 aprile 1990 | 4 ottobre 1997   |
| 2  | The Switch                      | Lo scambio                     | 21 aprile 1990 | 18 ottobre 1997  |
| 3  | Cutting Cards                   | Poker                          | 21 aprile 1990 | 1º novembre 1997 |
| 4  | 'Til Death                      | Fino alla morte                | 24 aprile 1990 | 22 novembre 1997 |
| 5  | Three's a Crowd                 | Il terzo incomodo              | 1º maggio 1990 | 23 novembre 1997 |
| 6  | The Thing From the Grave        |                                | 8 maggio 1990  | 27 novembre 1997 |
| 7  | The Sacrifice                   | Il sacrificio                  | 15 maggio 1990 | 29 novembre 1997 |
| 8  | For Cryin' Out Loud             | Le voci di dentro              | 22 maggio 1990 | 15 marzo 1998    |
| 9  | Four-Sided Triangle             | Un triangolo a quattro         | 29 maggio 1990 | 6 dicembre 1997  |
| 10 | The Ventriloquist's Dummy       | Il pupazzo del ventriloquo     | 5 giugno 1990  | 13 dicembre 1997 |
| 11 | Judy, You're Not Yourself Today |                                | 12 giugno 1990 | 26 dicembre 1997 |
| 12 | Fitting Punishment              | Una punizione più che adeguata | 19 giugno 1990 | 27 dicembre 1997 |
| 13 | Korman's Kalamity               |                                | 26 giugno 1990 | 28 dicembre 1997 |
| 14 | Lower Berth                     |                                | 3 luglio 1990  | 16 febbraio 1997 |
| 15 | Mute Witness to Murder          | La testimone muta              | 10 luglio 1990 | 17 febbraio 1998 |
| 16 | Television Terror               | Terrore in TV                  | 17 luglio 1990 | 21 marzo 1998    |
| 17 | My Brother's Keeper             | Il custode di mio fratello     | 24 luglio 1990 | 28 marzo 1998    |
| 18 | The Secret                      | Il segreto                     | 31 luglio 1990 | 28 marzo 1998    |

## Diritto di morte
- Titolo originale: Dead Right
- Diretto da: Howard Deutch
- Scritto da: Andy Wolk

### Trama
Cathy, in cerca di fortuna, segue il consiglio di una chiromante e sposa il poco attraente Charlie , dopo aver appreso che quest'ultimo sarebbe morto subito dopo aver ereditato una enorme quantità di soldi. La previsione si rivela anche fin troppo accurata.
- Altri interpreti: Kate Hodge (Sally), Earl Boen (Signor Clayton), Demi Moore (Cathy), Natalija Nogulich (chiromante), Jeffrey Tambor (Charlie)

## Lo scambio
- Titolo originale: The Switch
- Diretto da: Arnold Schwarzenegger
- Scritto da: Richard Tuggle e Michael Taav

### Trama
Per impressionare la bella Linda, il celibe anziano Carlton Webster si sottopone a un trattamento rivoluzionario che gli permette di scambiare il suo corpo con uno più giovane.
- Altri interpreti: Ian Ambercrombie (Fulton), Roy Brocksmith (Dottore), Mark Pellegrino (Punk), Kelly Preston (Linda), William Hickey (Carlton Webster), Rick Rossovich (Carlton Webster giovane)
- Arnold Schwarzengger, regista dell'episodio, appare nell'introduzione insieme al Guardiano della Tomba

## Poker
- Titolo originale: Cutting Cards
- Diretto da: Walter Hill
- Scritto da: Mae Woods

### Trama
Reno Crevice e Sam Forney, giocatori d'azzardo accaniti, si sfidano in una serie di partite che potrebbero presto costargli la pelle.
- Altri interpreti: Roy Brocksmith (Barman), Lance Henriksen (Reno Crevice), Kevin Tighe (Sam Forney)

## Fino alla morte
- Titolo originale: 'Til Death
- Diretto da: Chris Walas
- Scritto da: Jeri Barchilon

### Trama
Il proprietario terriero di una villa caraibica cerca di sedurre un'altezzosa donna ricca con l'ausilio di una pozione magica fornitagli da una sua ex fiamma, la sacerdotessa voodoo Psyche, ma ne ignora gli avvertimenti.
Altri interpreti: Aubrey Morris (Freddy), D. W. Moffett, Pamela Glen, Janet Hubert (Psyche)

## Il terzo incomodo
- Titolo originale: Three's a Crowd
- Diretto da: David Burton Morris
- Scritto da: Kim Steven Ketelsen

### Trama
Richard e Della festeggiano l'anniversario di matrimonio nella villa del loro testimone di nozze, ma il marito è convinto che i due abbiano una relazione.
- Altri interpreti: Gavan O'Herlihy (Richard), Paul Lieber

## The Thing From the Grave
- Titolo originale: The Thing From the Grave
- Diretto da: Fred Dekker
- Scritto da: Fred Dekker

### Trama
La bella top model Stacy si innamora del suo fotografo. Quando il violento fidanzato di lei lo viene a sapere, decide di ucciderli entrambi, ma l'amore è più forte persino della morte.
- Altri interpreti: Teri Hatcher (Stacy), Kyle Secor, Miguel Ferrer

## Il sacrificio
- Titolo originale: The Sacrifice
- Diretto da: Richard Greenberg
- Scritto da: Ross Thomas

## Le voci di dentro
- Titolo originale: For Cryin' Out Loud
- Diretto da: Jeffrey Price
- Scritto da: Peter S. Seaman

## Un triangolo a quattro
- Titolo originale: Four-Sided Triangle
- Diretto da: Tom Holland
- Scritto da: James Tugend

## Il pupazzo del ventriloquo
- Titolo originale: The Ventriloquist's Dummy
- Diretto da: Richard Donner
- Scritto da: Frank Darabont

## Judy, You're Not Yourself Today
- Titolo originale: Judy, You're Not Yourself Today
- Diretto da: Randa Haines
- Scritto da: Scott Nimerfro

## Una punizione più che adeguata
- Titolo originale: Fitting Punishment
- Diretto da: Jack Sholder
- Scritto da: Jonathan David Kahn & Don Mancini

## Korman's Kalamity
- Titolo originale: Korman's Kalamity
- Diretto da: Rowdy Herrington
- Scritto da: Terry Black

## Lower Berth
- Titolo originale: Lower Berth
- Diretto da: Kevin Yagher
- Scritto da: Fred Dekker

## La testimone muta
- Titolo originale: Mute Witness to Murder
- Diretto da: Jim Simpson
- Scritto da: Nancy Doyne

## Terrore in TV
- Titolo originale: Television Terror
- Diretto da: Charlie Picerni
- Scritto da: Randall Jahnson

## Il custode di mio fratello
- Titolo originale: My Brother's Keeper
- Diretto da: Peter S. Seaman
- Scritto da: Jeffrey Price

## Il segreto
- Titolo originale: The Secret
- Diretto da: J. Michael Riva
- Scritto da: Doug Ronning